# Bahnhof Kaunas
Der Bahnhof Kaunas, litauisch Kauno geležinkelio stotis, ist ein wichtiger Bahnhof in Litauen. Zwischen dem Ersten Weltkrieg und dem Zweiten Weltkrieg befand sich hier daneben der Sitz der Lietuvos geležinkeliai – der nationalen litauischen Eisenbahngesellschaft.

## Geschichte
Kaunas erhielt seinen Bahnanschluss 1862 durch den Bau der Strecke Landwarow–Eydtkuhnen (Lentvaris–Tschernyschewskoje), einer Verbindungsbahn zwischen der Warschau-Petersburger Eisenbahn und der Stammstrecke der Preußischen Ostbahnen. Diese Verbindung war von Beginn an international bedeutsam, unter anderem fuhr hier der Nord-Express, der in Kaunas hielt. Die Bedeutung des Bahnhofs nahm zwischen den Weltkriegen noch zu, als Kaunas provisorische Hauptstadt war und die litauischen Eisenbahnen hier ihren Sitz hatten.
Nach der sowjetischen Besetzung war der Bahnhof nur noch von untergeordneter Bedeutung im großen Netz der sowjetischen Eisenbahnen. Die Strecke Richtung Vilnius wurde elektrifiziert und östlich der Stadt eine Umfahrungsstrecke gebaut.
Nach Wiedererlangung der Unabhängigkeit spielt die Eisenbahn in Litauen vor allem im Gütertransitverkehr eine große Rolle. Die Bedeutung des Personenverkehrs ließ stark nach. Dennoch besitzt der Bahnhof Kaunas eine wichtige verkehrsplanerische Bedeutung, da Kaunas günstiger zu den Verkehrskorridoren durch das Baltikum liegt als die Hauptstadt Vilnius, die nahe der EU-Außengrenze zu Belarus und damit in einer Art „totem Winkel“ liegt.
Durch Kaunas fahren die Korridorzüge von Russland/GUS in die Oblast Kaliningrad. Bei jenen, die im Bahnhof Kaunas halten, besteht die Möglichkeit aus- oder zuzusteigen. Alle anderen benutzen die Umfahrungsstrecke.
Die internationale Verbindung nach Warschau wurde gestrichen, seit Juni 2016 besteht jedoch wieder an Wochenenden eine direkte Regionalzugverbindung nach Bialystok in Polen, betrieben von der polnischen Eisenbahngesellschaft Przewozy Regionalne. Seit Dezember 2022 wird von PKP Intercity mit dem "IC Hancza" auch die internationale Verbindung nach Warschau und Krakau wieder täglich angeboten. Obwohl das Normalspurgleis bis Kaunas führt, muss aus Polen kommend indes bereits in Mockava kurz hinter der polnisch-litauischen Grenze am gleichen Bahnsteig in einen Breitspurtriebwagen der Litauischen Eisenbahnen umgestiegen werden. Mit diesem werden dann Marijampolė, Kaunas und Vilnius erreicht. 
Für die Zukunft ist geplant, die Hochgeschwindigkeitsverbindung Rail Baltica von Warschau nach Helsinki über Kaunas zu führen.